# Robert Wadlow
Robert Pershing Wadlow, född 22 februari 1918 i Alton, Illinois, död 15 juli 1940 i Manistee, Michigan, var en amerikan som anses ha varit världens längsta människa.
Som längst uppnådde han 2,72 meter och vägde 199 kg vid sin död 1940. Hans längd och fortsatta växt berodde på hyperplasi i hypofysen, vilket resulterade i onormalt hög produktion av tillväxthormon.

## Biografi
Wadlow föddes klockan 06:30 den 22 februari 1918 i Alton, Illinois, USA som äldsta barnet till Addie (Johnson) Wadlow och Harold Franklin. Robert hade fyra syskon med normal längd och vikt: Helen Ione, Eugene Harold, Betty Jean och Harold Franklin II. Robert var normalstor när han föddes. När han var två år gammal opererades han för bråck. Men orsaken till hans våldsamma växtförlopp var hyperplasi i hypofysen.
Vid åtta års ålder var Robert 182 cm. Vid tio var han 198 cm och vägde 100 kg. Vid 14 års ålder var Robert världens längsta scout med sin längd på 224 cm. Vid 16 års ålder mätte Wadlow 240 cm och vägde 166 kg. Robert var vid 18 års ålder 254 cm, vägde 177 kg och hade skostorleken 37AA (vilket motsvarar omkring 49,0 cm). Efter sin examen 1936 i Alton High School började Robert studera juridik vid Shurtleff College. 1937 hade Wadlow passerat alla tidigare noteringar för världens längsta människa. Vid 19 års ålder mätte Wadlow 260 cm och vägde 197 kg. När han fyllt 21 mätte han 265 cm och vägde 223 kg. Som längst var han 272 cm.
Den 4 juli 1940 lades Wadlow in på sjukhus i Manistee i Michigan på grund av blodförgiftning. Han behandlades med blodtransfusion men hans feber blev bara värre. Den 14 juli steg temperaturen till 41 °C. Klockan 12:40 den 15 juli 1940 avled Wadlow i sömnen. Han begravdes på Oakwoods begravningsplats i hemstaden Alton.
Robert Wadlow omnämns som världens längsta person i Guinness rekordbok.

## Längdtabell
| Ålder      | Längd (cm) | Vikt (kg) | Noteringar | Tidpunkt         |
| ---------- | ---------- | --------- | --- | ---------------- |
| Födelse    | 46         | 3,8       | Normal längd och vikt. | 22 februari 1918 |
| 6 månader  | 88         | 14        | | 22 augusti 1918  |
| 1 år       | 106        | 20        | När Wadlow började lära sig att gå i elva månaders ålder var han 1 meter lång och vägde ungefär 18 kilogram.                           | 22 februari 1919 |
| 18 månader | 130        | 30        | | 22 augusti 1919  |
| 2 år       | 137        | 34        | | 1920             |
| 3 år       | 150        | 40        | | 1921             |
| 4 år       | 163        | 48        | | 1922             |
| 5 år       | 169        | 54        | Längre än sin mor. | 1923             |
| 6 år       | 170        | 73        | | 1924             |
| 7 år       | 178        | 74,6      | | 1925             |
| 8 år       | 183        | 77        | | 1926             |
| 9 år       | 188        | 82        | Vid nio års ålder var Wadlow tillräckligt stark för att kunna bära sin far, sittande i en stol, upp för trapporna till andra våningen. | 1927             |
| 10 år      | 196        | 95        | | 1928             |
| 11 år      | 211        | 121,3     | | 1929             |
| 12 år      | 218        | 130       | | 1930             |
| 13 år      | 224        | 137       | | 1931             |
| 14 år      | 226        | 150       | | 1932             |
| 15 år      | 234        | 161       | | 1933             |
| 16 år      | 248        | 170       | | 1934             |
| 17 år      | 251        | 173       | | 1935             |
| 18 år      | 254        | 177       | | 1936             |
| 19 år      | 259        | 220       | | 1937             |
| 20 år      | 262        | 221       | | 1938             |
| 21 år      | 264        | 223       | | 1939             |
| 22,4 år    | 272        | 199       | Robert Wadlows död. | 15 juli 1940     |